# ريس كلارك (لاعب سنوكر)
ريس كلارك (بالإنجليزية: Rhys Clark)‏ هو لاعب سنوكر بريطاني، ولد في 17 أغسطس 1994 في غلوسترشير في المملكة المتحدة.

## روابط خارجية
- ريس كلارك على موقع CueTracker.net (الإنجليزية)
- ريس كلارك على موقع بطولة العالم للسنوكر (الإنجليزية)